# Grand-Verly
Grand-Verly ist eine französische Gemeinde mit 134 Einwohnern (Stand 1. Januar 2022) im Département Aisne in der Region Hauts-de-France (vor 2016 Picardie). Sie gehört zum Arrondissement Vervins, zum Kanton Guise und zum Kommunalverband Thiérache Sambre et Oise.

## Geografie
Die Gemeinde Grand-Verly liegt am Sambre-Oise-Kanal, 22 Kilometer nordöstlich von Saint-Quentin in der historischen Grafschaft Vermandois. Nachbargemeinden von Grand-Verly sind Tupigny im Norden, Lesquielles-Saint-Germain im Osten, Vadencourt im Süden sowie Petit-Verly im Westen.

## Geschichte
Die Gemeinde entstand am 6. Januar 1896 durch die Aufteilung der Gemeinde Verly in Grand-Verly und Petit-Verly. Die Namensgebung ist insofern irreführend, als Grand-Verly von seiner Fläche und Bevölkerungszahl kleiner ist als seine Schwestergemeinde Petit-Verly.

### Bevölkerungsentwicklung
| Jahr                       | 1962 | 1968 | 1975 | 1982 | 1990 | 1999 | 2006 | 2014 | 2021 |
| -------------------------- | ---- | ---- | ---- | ---- | ---- | ---- | ---- | ---- | ---- |
| Einwohner                  | 202  | 187  | 125  | 131  | 136  | 137  | 132  | 142  | 137  |
| Quellen: Cassini und INSEE |      |      |      |      |      |      |      |      |      |

## Sehenswürdigkeiten
- Kirche Saint-Pierre, Monument historique seit 1998

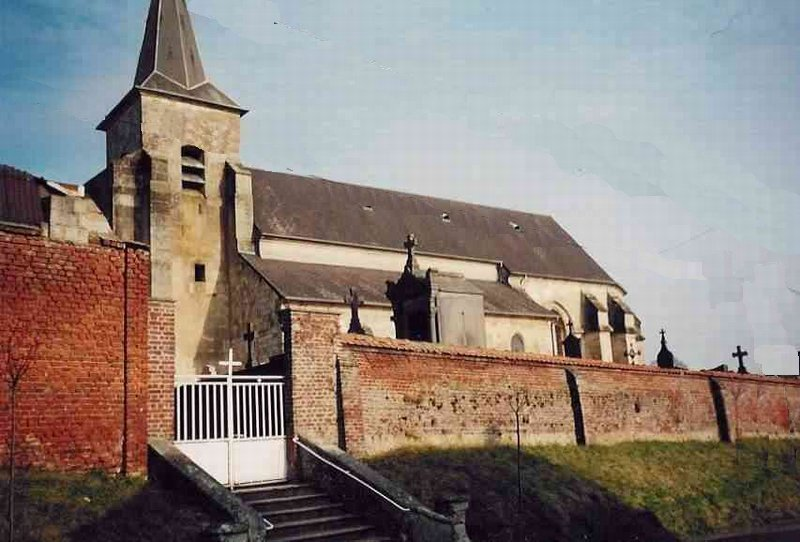
Kirche Saint-Pierre
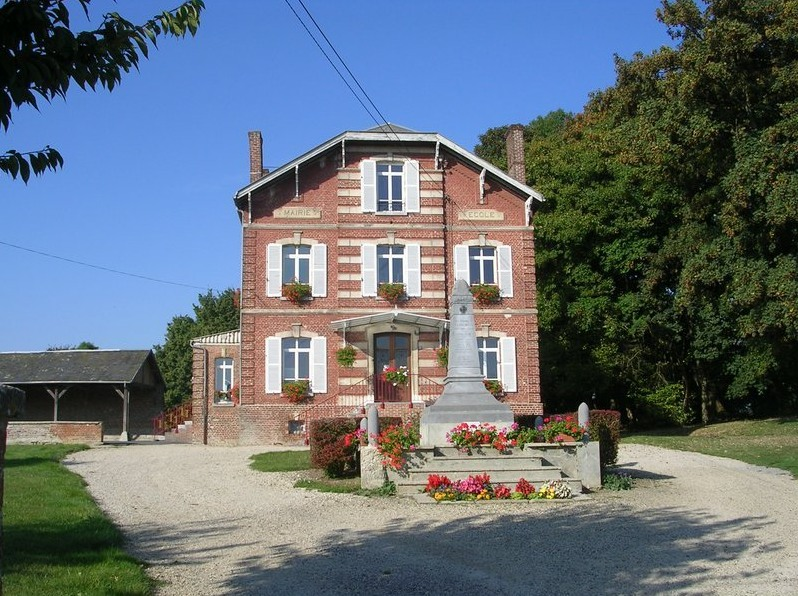
Bahnhof Grand-Verly - Vadencourt